# Rue de Vintimille
La rue de Vintimille est une rue du 9e arrondissement de Paris.

## Situation et accès

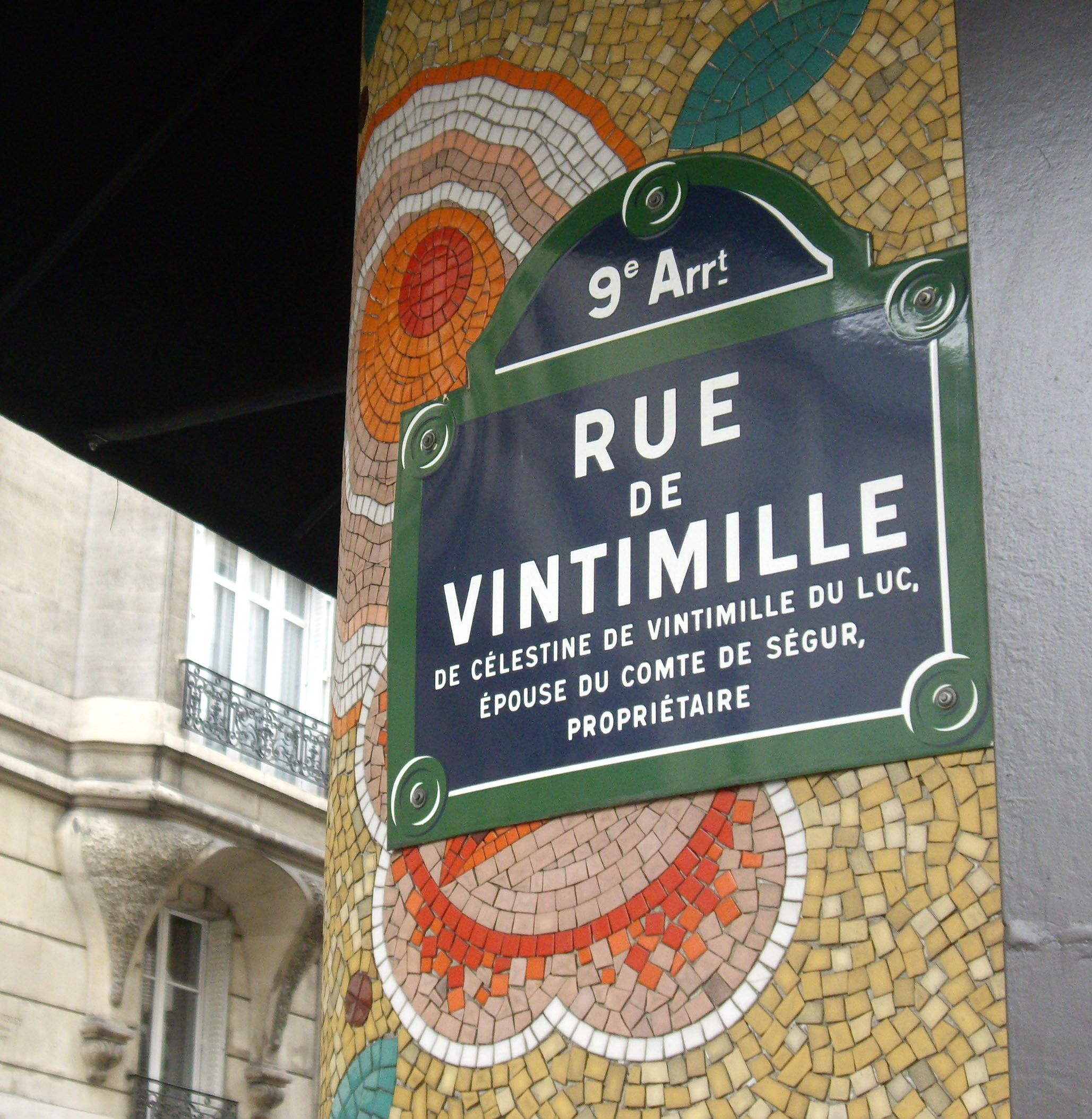
Plaque de la rue de Vintimille.

Elle est située à la lisière du quartier historique dit de la Nouvelle Athènes, dans le quartier Saint-Georges. Elle commence rue de Clichy et se termine place Adolphe-Max, où se trouve le square Hector-Berlioz. Elle est bordée d’immeubles construits pour la plupart au XIXe siècle.
À son intersection avec la rue Ballu se situe la place Lili-et-Nadia-Boulanger.

## Origine du nom
Cette rue doit son nom à Mme la comtesse de Ségur, née Célestine de Vintimille (1787-1862) épouse du comte de Ségur.

## Historique
L'ouverture de la rue est autorisée par ordonnance du 21 juin 1841 :

« Louis-Philippe, etc., vu l'offre faite par les sieurs de Greffulhe frères et Paul de Ségur, d'ouvrir sur des terrains dont ils sont propriétaires, à Paris, entre les rues Blanche et de Clichy, cinq rues dont une nouvelle place, sous certaines conditions exigées par l'administration municipale, et à la charge par eux de céder à la ville le sol des nouvelles voies publiques ;
le plan des alignements projetés ;
la délibération du Conseil municipal de Paris, en date du 20 novembre 1840 ;
l'avis du préfet de la Seine, et les autres pièces produites ;
l'article 52 de la loi du 16 septembre 1807 ; notre Conseil d’État entendu, nous avons ordonné et ordonnons ce qui suit :
- Article 1 : les sieurs de Greffulhe frères et Paul de Ségur sont autorisés à former une place et à ouvrir cinq rues sur des terrains dont ils sont propriétaires, à Paris, entre les rues Blanche et de Clichy dont la largeur des rues est fixée à 12 mètres.

- Article 2 : l'autorisation ci-dessus est accordée à la charge, par les propriétaires, de céder gratuitement à la ville de Paris, le sol des nouvelles voies publiques, et de se conformer aux clauses et conditions exprimées dans la délibération du Conseil municipal, en date du 20 novembre 1840, sauf en ce qui concerne l'établissement des pans coupés et l'agrandissement de la place, qui ne sont point exécutoires d'après les alignements arrêtés par l'article premier ci-dessus ; et, en outre, à la charge d'établir sous les trottoirs, un caniveau pour l'écoulement des eaux ménagères et pluviales.

- Article 3 : notre ministre secrétaire d’État de l'Intérieur, est chargé, etc.,

Donné au palais de Neuilly, le 21 juin 1841. »

La rue est ouverte en 1844, sous son nom actuel, en même temps que la place du même nom sur une partie des terrains du nouveau Tivoli (ancien domaine du pavillon La Bouëxière).
Le 27 juin 1918, durant la Première Guerre mondiale, une bombe explose sur le no 9 rue de Vintimille lors d'un raid effectué par des avions allemands.

## Bâtiments remarquables et lieux de mémoire
- No 6 : le compositeur Henri Sauguet y vécut en 1930, chez son ami le prince italien Leone Massimo[4],[5].
- No 11 : le romancier Alexandre Dumas emménagea en 1859 dans cet immeuble[6] et le compositeur Claude Debussy y passa une partie de son enfance, à partir de 1867[7].
- No 17 : le compositeur Hector Berlioz y habita en 1857[8].
- No 19 : le peintre Édouard Vuillard avait, à l’angle du 19, rue de Vintimille et du 6, place Adolphe-Max, son atelier, d'où il peignit sa série de toiles représentant le square de Vintimille[9]. De l'autre côté du square, au 11 place Adolphe-Max, a vécu un autre peintre, Eugène Boudin[10].
- No 20 : Monet y avait son pied-à-terre parisien, après 1878[11]. Le sculpteur belge Georges Van der Straeten y installa son atelier de 1889 à 1910[12]. L'architecte breton Alexandre Miniac y avait son cabinet[13]. L'avocat Jacques Vergès a lui aussi habité l'hôtel particulier du 20 rue de Vintimille[14],[15].
- No 22 : domicile du peintre Thomas Couture de 1859 à 1869[16].